# Tore Pryser
Tore Pryser, född 9 januari 1945, är en norsk historiker. Han är professor emeritus i historia vid Universitetet i Innlandet och har huvudsakligen arbetat med socialhistoria, lokalhistoria, samtidshistoria, arbetarrörelsens historia, mellankrigstiden och andra världskriget.
Förutom ett antal böcker i olika ämnen har Pryser skrivit Norsk historie 1800-1870 : frå standssamfunn mot klassesamfunn, en lärobok avsedd för historiestudenter på grundnivå. Han skrev också volym 4 av Arbeiderbevegelsens historie i Norge, med titeln Klassen og nasjonen : (1935-1946).
Ett övergripande tema för Prysers forskning om den tyska ockupationen av Norge är "svek och gråzoner". Medan mycket av ockupationshistorien har varit svartvit, har Pryser framhävt att mycket av ockupationstidens historia präglas av gråzoner. Det vanliga var inte hjältar och skurkar, utan att de flesta i Norge anpassade sig. Istället för ett nationellt fokus anser Pryser att det är mer informativt att se perioden ur ett internationellt perspektiv. Då kommer man att se att Norge till stor del var en fredlig plats, med väldigt lite fysiskt motstånd.

## Liv och arbete

### Utbildning
Tore Pryser var intresserad av historia från tidig ålder och började undervisa i ämnet under sin militärtjänstgöring i Bodø 1970, som lärarassistent i Norges flygvapen. Där började han också undersöka sin släkthistoria och fann att familjenamnet kom från en invandrare på 1800-talet. Pryser tog examen med en cand. philol.-examen i historia från Universitetet i Oslo 1974. Där var han forskningsassistent (vit.ass.) för dåvarande docent Sivert Langholm på det så kallade Ullensaker-projektet (formellt namn Norsk samfunnsutvikling 1860-1900).

### Undervisning och forskning i historia
Pryser anställdes som lektor i samtidshistoria, ett nytt utbildningsprogram, vid dåvarande Hedmark og Oppland distriktsskole i Lillehammer 1975. Politiskt var Pryser vänsterinriktad och i sin forskning och förmedling särskilt intresserad av historia med fokus på vanliga människor, ofta kallat socialhistoria, och den stora förändringen i sinnet, som han kände till från Ullensaker-projektet. Kopplingen mellan socialhistoria, politiskt engagemang och elevernas läxor med hushållslivet resulterade i reportage i lokaltidningen Gudbrandsdølen Lillehammer Tilskuer, Billedbladet Nå och hamnade i ett ämne i Stortingets frågestund. Resultatet blev att Pryser och hans kollegor kom fram väl i frågan, de fick fullt stöd av kyrko- och utbildningsminister Kjølv Egeland.
Under arbetet med lokalhistoria i området blev han medveten om att bevarandet av arkivmaterial i området var dåligt, och var med och tog initiativ till det som så småningom blev Opplandsarkivet (idag Innlandsarkiva). Tore Pryser och historikerkollegan Terje Halvorsen var de två första av högskolans anställda som uppnådde professorskompetens baserad på forskningsarbete vid dåvarande Oppland distriktsskole 1993 (det som nu är Universitetet i Innlandet), i Prysers fall som professor i samtidshistoria. Lillehammer högskola beviljades universitetsstatus den 8 november 2024, med namnet Universitetet i Innlandet, Pryser är som professor emeritus fortfarande knuten till den.

### Lokalhistoria
Tore Pryser har varit brett intresserad av lokalhistoria, både inom forskning och förmedling. Han har hållit föreläsningar, publicerat i lokalhistoriska årsböcker, men har också varit engagerad i att bevara fysiska minnen. År 2009 tog Pryser initiativ till ett bokprojekt om 1814 i Oppland fylke. Syftet var att föra fram kunskap om andra än bara deltagarna vid riksdagen på Eidsvoll 1814. Totalt 300 män; elektorer, de som hade undertecknat stödförklaringar, undersöktes för att hitta källor om dem som kunde användas i boken.
I samband med forskningen och utvecklingen av bokprojektet var ett antal personer och institutioner involverade i processen; Statsarkivet i Hamar, Mjøs Museum och Gudbrandsdalsmuseerna, författaren Karsten Alnæs var också en stödjande aktör. Från 2010 höll Tore Pryser ett antal föreläsningar om 1814, enbart under 2014 hölls över 40 föreläsningar på olika platser i Oppland fylke. Forskningen bakom bokprojektet visade vikten av släktskapsnätverk för valet av elektorer, edsavläggare och undertecknare av stödförklaringar. Ett konkret resultat av projektet var den betydelse som Hunn gård hade haft i valet av edsavläggare, vilket ledde till medel för restaurering. Projektet ledde också till försök att dokumentera kvinnors ställning år 1814.
Som en del av sin forskning om socialhistoria undersökte Pryser även thraniterna, både lokalt i Ullensaker och på andra håll i Östra Norge. Prysers forskning ledde till att han fick en inbjudan att föreläsa om thraniterna vid ett seminarium vid University of London i början av 1990-talet. Seminariet var givande, inte minst eftersom brittiska historiker ansåg att stödet för thraniterna i Norge var mycket högt, sett ur ett internationellt perspektiv.

### Stora historiska verk
Pryser kontaktades av förlaget Det Norske Samlaget, som ville ha en revidering av Arne Bergsgårds Norsk historie 1814-1880, som var en kursplan för historiska studenter på grundnivå. Han avböjde, eftersom han ansåg att boken var föråldrad. År 1981 frågades Pryser av förlaget om han kunde skriva en helt ny bok om perioden, avsedd som en kursplan för studenter på grundnivå. Pryser gick med på det, och boken var klar 1985, med titeln Norsk historie 1800-1870 : frå standssamfunn mot klassesamfunn, med en ny reviderad utgåva 1999. Boken fick goda recensioner från recensenter, både från Øystein Sørensen i Dagbladet och Åsmund Egge i Klassekampen. Totalt har boken sålt i nästan 20 000 exemplar.
Samma år, 1981, fick Pryser också en förfrågan från professor Edvard Bull d.y. om att skriva en volym i verket Arbeiderbevegelsens historie i Norge. Bull accepterade att uppdraget från Det Norske Samlaget först måste slutföras. När han var redo att bidra till verket tilldelades han volym 4, som omfattade perioden 1935 till 1948, vilken började med Johan Nygaardsvolds regeringstillträde. Vid ett redaktionsmöte i mars 1986 diskuterades strukturen i Prysers bidrag, där historikern Jakob Sverdrup var kritisk, särskilt mot Prysers huvudschema, där ockupationen analyserades utifrån begreppen samarbete, anpassning och motstånd. Boken publicerades 1988 som Klassen og nasjonen : (1935-1946), och fick mestadels goda recensioner.

### Styrelsearbete i RHF
Pryser utsågs av regeringen i december 1984 till medlem i Rådet for humanistisk forskning (RHF), knutet till Norska rådet for allmänvetenskaplig forskning, som representant för det dåvarande distriktskollegiet. Han var fullmäktigeledamot i RHF i totalt sex år, och det var en krävande position. År 1985 delades totalt 34 miljoner kronor ut, och cirka 450 ansökningar behandlades. Litteraturvetaren Atle Kittang var ordförande för rådet, och Pryser valdes in i arbetskommittén, med ansvar för att behandla historieansökningarna, vilket gav honom betydande inflytande. Pryser verkar ha gjort en god insats för distriktskollegierna i RHF, deras beviljandeprocent av ansökningar om stöd låg runt 60, medan genomsnittet totalt låg runt 20.
Pryser anser att det viktigaste projektet han deltog i för RHF:s räkning var boken Handelsflottan i krig (HIK), totalt fem volymer, och han deltog i styrgruppens första möte i januari 1987. Under de första åren var professor Knut Einar Eriksen ledare, medan Pryser tog över från månadsskiftet maj/juni 1991. De andra i styrgruppen var professorerna Olav Riste och Leiv Mjeldheim, tillsammans med Arne Mathisen från Norska Krigssjömanslaget. Bokprojektet var en del av en process för att synliggöra sjömännens och handelsflottans insatser vid det statligt ägda rederiet Nortraship. För de allierade under andra världskriget var detta Norges viktigaste bidrag till segern över Tyskland. Arbetet i styrgruppen var krävande och det var många möten, och flera av författarna till de olika volymerna låg också efter med leveransen av material.
Det uppstod också intern konflikt om arbetets inriktning, under ett seminarium på Norska sjöfartsmuseet i Oslo kom stark kritik från professor Arnljot Strømme Svendsen om titeln på den första volymen, Nortraship: profit and patriotism, eftersom profit ansågs vara ett nedsättande begrepp. Den centrala fackföreningen Norska sjömansförbundet (NSF) nekade historikerna från projektet tillgång till sina arkiv och motiverade det med att "vi litar inte på historikerna". Det framkom senare att NSF hade bränt arkivmaterial, och det spekulerades i att facket ville dölja sitt engagemang i att svartlista sjömän som var kommunister. Styrgruppens kritik av Bjørn L. Basbergs bidrag var stark, och NAVF anmäldes för att belysa allvaret i saken. År 1991 lanserades den första volymen, Nortraship: profit and patriotism, av Atle Thowsen, vid en presskonferens på Hotel Continental, där Pryser tackade handelsminister Bjørn Tore Godal som ordförande för styrgruppen. De följande fyra volymerna följde under de följande åren, och Guri Hjeltnes levererade den sista, Krigsseiler: krig, hjemkomst, oppgoering, 1997. Den mottogs av försvarsminister Jørgen Kosmo på regeringens vägnar, och HIK-projektet slutfördes efter tio års arbete.[20] Verket i fem volymer fick generellt sett goda recensioner, både från professionella historiker och journalister.

### Lillehammerkuppen och Kai Holst
På 1980-talet blev Pryser medveten om att tyska signalspaningsagenter hade hämtats från det tyska Wehrmacht-högkvarteret för Norge och de norra områdena i Lillehammer och transporterats till Sverige under majdagarna 1945. Därifrån skickades de några veckor senare till den amerikanska ockupationszonen i Tyskland. Detta blev senare känt som Kuppen i Lillehammer och var ett samarbete mellan den svenska C-byrån, det amerikanska Office of Strategic Services (OSS) och delar av Milorg.
I samband med detta tittar Pryser på Kai Holsts öde, ursprungligen från Lillehammer. Han hittades död i Stockholm i juni 1945. Dödsfallet är officiellt avskrivet som självmord, men Pryser tror att Holst mördades, och att hans död kan kopplas till kuppen i Lillehammer. År 1994 skrev Pryser boken Fra varm til kald krig : etterretningskuppet på Lillehammer i frigjøringsdagene 1945 og et mulig mord, som uppdaterades och återutgavs i en utökad upplaga 2022. Han har också nämnt Kai Holst i flera av sina andra böcker.
I juni 2025 intervjuades Tore Pryser i en större artikel i tidskriften Aftenposten Historie, om dödsfallet som har intresserat och engagerat honom i över 30 år. I artikeln stod det att Pryser, tillsammans med Göran Elgemyr, Holsts systerdotter Kari Heyerdahl-Larsen Høgset och Ulf Larsen, arbetar för att få till en offentlig utredning av fallet.

### Kritik av den rådande versionen av krigshistoria
Pryser har under flera år varit kritisk mot den tidigare rådande versionen av Norges krigsinsats under kriget och hävdade bland annat 1998 att ramen för historieskrivningen av ockupationen har varit snäv. I december 2008 påstod han i Klassekampen att norsk krigshistoria är osminkad, ensidigt nationell och avsiktligt förvirrande. Han utvecklade detta genom att hävda att krigshistoria är skriven i svartvitt, och att den antingen handlar om att svartmåla de som gick med i Nasjonal Samling (NS), eller att glorifiera motståndsmän i Milorg och Kompani Linge.
Han uppgav vidare att bakgrunden till sådana partiskheter är att en viss miljö tog kontroll över historieförmedlingen efter kriget: "Krigets historia var en del av nationsbyggandet."[26] Pryser menar att det finns en grundläggande konflikt i synen på ockupationstiden. Å ena sidan finns det han kallar Skodvinskolan efter professor Magne Skodvin, såsom Norska Hemmafrontsmuseet och Instituttet for Forsvarsstudier, å andra sidan finns historiker som Svein Blindheim, Lars Borgersrud, Harald Berntsen och han själv.
Pryser hävdade 2008 att Jens Christian Hauge var den centrala strategen bland motståndskämpar med kopplingar till Arbeiderpartiet, att Norska Hemmafrontsmuseet sprang ur denna miljö, och att de fortfarande förmedlar en ensidig syn på historien. "Vi hoppades att det skulle utvecklas till en mer kritisk institution när professionella historiker fick kontroll. Men det är fortfarande Milorg-ledningens tolkning som dominerar." Han menar vidare att konsekvenserna av detta är att många ämnen har utforskats lite.[26]
Pryser har också tagit upp norska kvinnors deltagande i andra världskriget och anser att deras roll har glömts bort. År 2007 publicerade han boken Kvinnor i hemlig tjänst, som handlar om kvinnor som gick in i tysk tjänst, norsk tjänst och kvinnor som var dubbelagenter.[30]

### Tysk underrättelsetjänst i Norge
År 2001 publicerade han Hitlers hemliga agenter, som handlade om ett antal tyskar och norrmän som arbetade för den militära underrättelsetjänsten Abwehr, Sicherheitspolizei (SIPO), inklusive Sicherheitsdienst (SD) och Gestapo. Boken mottogs mycket väl och omnämndes som ett referensverk för senare forskning. Boken ansågs banbrytande eftersom norsk ockupationshistoria tidigare hade varit ovillig att namnge norrmän i tysk tjänst. År 2012 utökades denna forskning till att omfatta tyska underrättelsetjänster i hela Norden. Han har också skrivit om amerikanska underrättelsetjänster i Norden under kriget (år 2010) och brittiska underrättelsetjänster i Sverige under kriget (år 2025).

### Svek och gråzoner
Han har formulerat ett övergripande tema för Prysers forskning och publicering om den tyska ockupationen av Norge under åren 1940–1945 som "svek och gråzoner", och formuleringen förekommer även i titlarna på sex av hans böcker. Medan mycket av den historiska presentationen av ockupationstiden har varit svartvit – skurkarna i Nasjonal Samling (NS) och goda killar i Milorg – har Pryser observerat och belyst att mycket av ockupationstidens historia präglas av gråzoner. Det vanliga var inte hjältar och skurkar, utan att de flesta i Norge anpassade sig till det tyska ockupationsstyret. Pryser menar att bakgrunden till att skriva historia svartvitt ligger i nationsbyggandet efter kriget. Istället för ett snävt nationellt fokus på hjältar och skurkar, menar Pryser att det ger mer kunskap att se perioden i ett internationellt perspektiv. Då, enligt honom, kommer man att se att Norge till stor del var en fredlig plats, med mycket lite fysiskt motstånd. Norge var en av de bästa platserna för tyska soldater att tjänstgöra. Den sista boken i vad som kan ses som en serie är Samarbete, anpassning och motstånd - mer svek och gråzoner från 2023, där Pryser också försöker sammanfatta spridningsprojektet.

### Utmärkelser och utmärkelser
År 2008 tilldelades Pryser FoU-priset med motiveringen att han är en framstående historisk forskare i ett nationellt och internationellt sammanhang, med en stor och varierad produktion. "Dessutom har Pryser gjort betydande insatser för att bygga broar mellan forskningsinstitutionen och det omgivande samhället".
År 2016 tilldelades Tore Pryser Konungens förtjänstmedalj.